# Navalcarnero
Navalcarnero è un comune spagnolo di 17 183 abitanti situato nella comunità autonoma di Madrid.